# Karl Eugen Offermann
Karl Eugen Offermann (* 25. November 1883 in Forbach, Lothringen; † 23. März 1959 in Wiesbaden) war ein deutscher Jurist und Staatsbeamter. Offermann war unter anderem zeitweise Stellvertreter des Staatssekretärs in der Reichskanzlei.

## Leben und Wirken
Offermann war der Sohn eines Rentmeisters. Nach dem Schulbesuch studierte Offermann Rechtswissenschaften. 1908 promovierte er an der Universität Heidelberg mit einer Arbeit über Gefahrtragung im römischen und im bürgerlichen Recht zum Dr. jur. Von 1911 bis 1919 arbeitete er – unterbrochen von einer kurzzeitigen Teilnahme am Ersten Weltkrieg vom November 1915 bis April 1916 – als Hilfsrichter und Staatsanwalt im Justizdienst.
Von Juni bis August 1919 fungierte Offermann als Kriegsgerichtsrat. Anschließend wechselte er in das Reichsschatzamt beziehungsweise – nach der Umfirmierung dieser Behörde – in das Reichsfinanzministerium, wo er von August 1919 bis Juli 1920 als Regierungsrat und ständiger Hilfsarbeiter beschäftigt wurde. Im August 1920 wechselte Offermann in die Reichsvermögensverwaltung, in der er bis November 1921 tätig war.
Zum 1. Dezember 1921 wurde Offermann in die Reichskanzlei versetzt. Dort diente er in den folgenden fünfeinhalb Jahren fünf Reichskanzlern von Joseph Wirth bis Wilhelm Marx als Referent. Im Dezember 1922 wurde er zum Oberregierungsrat und am 20. Oktober 1923 zum Ministerialrat befördert. Am 20. Juli 1926 folgte schließlich die Beförderung zum Ministerialdirektor und die Erhebung zum ständigen Stellvertreter des Staatssekretärs der Reichskanzlei.
Im Juni 1927 wurde Offermann zum Präsidenten des Hilfssenats am Reichsversorgungsgericht ernannt. Diesen Posten behielt er bis Dezember 1930 bei. Seine Funktion als Stellvertreter des Staatssekretärs in der Reichskanzlei ging am 2. oder 3. Juni 1927 an Viktor von Hagenow über. Zum 1. Januar 1931 wurde Offermann in den einstweiligen Ruhestand und zum 14. Juli 1933 in den endgültigen Ruhestand versetzt.
Seit 1941 war Offermann in bislang ungeklärter Funktion beim Polizeipräsidium Berlin beschäftigt.
Nach dem Zweiten Weltkrieg war Offermann Abteilungsleiter im Hessischen Innenministerium tätig, wo er unter anderem mit der Organisation der Entnazifizierung in Hessen befasst war.

## Schriften
- Die Gefahrtragung beim Kauf nach römischem Recht und bürgerlichem Recht (Dissertationsschrift), Borna-Leipzig 1908.